# Leonor Acevedo Suárez
Leonor Rita Acevedo Suárez de Borges (Buenos Aires, 22 de mayo de 1876-Buenos Aires, 8 de julio de 1975) fue una traductora argentina. Era la madre del escritor argentino Jorge Luis Borges y la artista plástica Norah Borges. A lo largo de su vida, tradujo obras en inglés como En la bahía de Katherine Mansfield, La comedia humana de Honoré de Balzac y El significado del arte de Herbert Read. Significó un pilar fundamental en la vida personal y obra de su hijo, especialmente luego de su ceguera total. Permaneció casada con el abogado y filósofo Jorge Guillermo Borges desde 1898 hasta su muerte en 1938.

## Biografía

### Familia y nacimiento
A pesar de que algunas versiones indican que nació en Uruguay, una gran cantidad de certificados de la época confirman que su natalicio ocurrió en Buenos Aires en 1876 como la hija de la uruguaya Leonor Suárez Haedo de Acevedo (1837-1918) y de Isidoro Acevedo Laprida (1828-1905). Su abuelo materno, Manuel Isidoro Suárez, fue un coronel que luchó en las guerras de la Independencia y su padre Isidoro fue un militar que luchó contra Juan Manuel de Rosas. Entre sus antepasados aristocráticos se halla el general Estanislao Soler, de quien era sobrina bisnieta. Leonor fue bautizada el 14 de agosto de 1876 en la parroquia de San Nicolás.

### Matrimonio e hijos
En 1898, a los 22 años, contrajo matrimonio con el abogado, profesor y filósofo anarquista spenceriano Jorge Guillermo Borges en la Basílica de San Nicolás de Bari. El matrimonio tuvo dos hijos: Jorge Luis en 1899 y Leonor Fanny (posteriormente conocida como Norah) en 1901.
Tuvo a su hijo Jorge en una casona de la calle Tucumán 840 pero luego la familia se mudó un poco más al norte, a la calle Serrano 2135 del barrio de Palermo. En 1914, su marido se vio obligado a dejar su empleo de profesor debido a una ceguera progresiva y hereditaria que décadas más tarde afectaría también a su hijo. Junto a su familia se dirigió a Europa para someterse a un tratamiento oftalmológico especial. Para refugiarse de la Primera Guerra Mundial, la familia se instaló en Ginebra (Suiza), donde sus hijos prosiguieron sus estudios.
Con el fin de las hostilidades y después del fallecimiento de su madre, la familia Borges marchó a España en 1919. Inicialmente se instalaron en Barcelona y luego se trasladaron a Palma de Mallorca hasta que en 1921 regresaron definitivamente a Buenos Aires.
Luego de la prematura muerte de su esposo en 1938, Leonor ahondó sus estudios del idioma inglés e inició su carrera como traductora. «Pensó que un medio de acercarse a él, o de simular acercarse a él, era ahondar el conocimiento del inglés», explicó su hijo años más tarde.

### Ceguera de su hijo
Jorge Luis Borges comenzó a perder la visión progresivamente especialmente desde 1938, cuando sufrió una sepsis. A partir de ese momento su visión disminuyó y dependió cada vez más de la ayuda de su madre y de varios amigos. Para 1943, Leonor se había trasladado a una casa de Avenida Quintana al 270, un año antes de mudarse a la calle Maipú. Borges mantuvo un vínculo muy intenso con su madre, a tal punto que muchos periodistas compararon su relación con la de un «matrimonio». En una serie de cartas redactadas entre 1945 y 1958, Leonor Acevedo se mostró enorgullecida por el éxito literario de su hijo y a la vez se manifestó preocupada por la pérdida de su visión.
En 1954, se agravaron las complicaciones de la vista de Borges. Leonor envió en diciembre una carta a su prima Esther Haedo de Amorim: «Tu carta me distrajo unos momentos de la terrible preocupación en que estoy: Georgie ha vuelto a sentir su vista (el único ojo que tiene) y está en tratamiento, veremos si salimos a la otra orilla. Por tres meses, dice el médico, no debe leer ni escribir, es lo que más le duele, pero ya sabes lo que es él, no lo demuestra y sigue siempre de broma; he vuelto a leerle y me dicta lo que quiere escribir».
En junio de 1955 manifestó que «me siento tan necesaria que tiemblo a la idea de enfermarme o que la vejez haga de las suyas, ya que ahora soy sus ojos; me parece que mi vida ha vuelto atrás, cuando era los ojos y las manos de mi Jorge». A pesar de un injerto de placenta en su ojo y una serie de cirugías financiadas por Victoria Ocampo, para marzo de 1956 Leonor se mostró resignada y admitió que «la vista de Georgie no mejora y lo peor es que él se está convenciendo de eso». Luego de que su hijo perdiera la vista completamente, Leonor se convirtió en un pilar fundamental de su vida personal, estado anímico y obra literaria ya que era la encargada de atenderlo diariamente, acompañarlo a los eventos sociales y leerle libros además de oficiarle como secretaria.

### Antiperonismo y arresto
La familia Borges era conocida por su marcado antiperonismo. En 1948, durante el gobierno de Juan Domingo Perón, Leonor y su hija Norah fueron detenidas acusadas de escándalo en la vía pública. Norah Borges, junto a su amiga Adela Grondona, fueron llevadas durante unos días a la cárcel femenina del Buen Pastor en San Telmo mientras que Acevedo fue sometida a arresto domiciliario por su avanzada edad. A pesar de no pertenecer a ningún partido político, Leonor era de ideología conservadora y unitaria.
Por su parte, su hijo Jorge Luis denostó al gobierno en cuentos, revistas y manifiestos y tildó a los peronistas de «incorregibles». Las autoridades decidieron relevarlo de su puesto de bibliotecario en la Biblioteca Miguel Cané y designarlo inspector de mercados de aves de corral. Borges tomó el hecho como un agravio y renunció.

### Carrera como traductora
Leonor Acevedo tradujo La mujer que huyó a caballo de D.H. Lawrence, publicada por Losada en la colección «La Pajarita de Papel», dirigida por su yerno, Guillermo de Torre. También realizó la traducción de El mandarín de José Maria Eça de Queirós, Las palmeras salvajes de William Faulkner, En la bahía de Katherine Mansfield, La comedia humana de William Saroyan y El significado del arte de Herbert Read. A lo largo de su vida, realizó diversas traducciones del inglés y francés, algunas de las cuales fueron publicadas por la revista Sur.

### Últimos años
Acevedo acompañó a su hijo en todos sus viajes, especialmente a Estados Unidos y Londres, hasta sus 87 años, momento en que le pidió que buscara una mujer y se casara. A pesar de un breve matrimonio infructuoso con Elsa Astete en 1967, Borges regresó a vivir con su madre. Según La Nación: «En cuanto a la vida privada, Borges se casó, sin quererla, con Elsa Astete, la platense cortejada en la juventud. "Madre" veía venir la muerte, temía que Georgie quedara a la deriva y, por lo tanto, promovió el casamiento con una mujer que a ella no le caía mal. Fue uno de los graves errores de Leonor Acevedo y un ejemplo de lo funesta que puede ser la obediencia debida».
En 1972, al publicar sus Obras completas (editadas en 1969), Borges dedicó el volumen a su madre, quien había seleccionado y revisado la edición. En las alusiones a sus antepasados, la familia de su madre es la que está ligada a América y a la acción militar, en contraposición al padre, que remite a Inglaterra y a la vida intelectual.
Al cumplir 95 años, Acevedo exclamó: «Caramba, se me fue la mano». Su salud comenzó a declinar y pasó sus últimos tiempos postrada en la cama. Según Borges, «estaba un poco impaciente, sobre todo al final... Cada noche le pedía a Dios que se la llevara en sueños, ella era creyente, yo no, y cada mañana lloraba al despertarse, hasta que llegó una mañana, en que no se despertó». Falleció a la edad de 99 años en la madrugada del 22 de mayo de 1975 y sus restos fueron inhumados en el mausoleo familiar del cementerio de la Recoleta. Su muerte significó un duro momento para Borges que, a partir de ese momento, pasó a ser acompañado por María Kodama en sus viajes al extranjero y conferencias hasta su deceso en 1986.

## Valoración e influencia
Acevedo fue representada por la actriz Gloria Leyland en La novia de Borges (1990), una adaptación sueca de una obra de Omar Pérez Santiago. 
Por otra parte, ejerció una gran influencia en la obra literaria de su hijo desde temprana edad. En palabras del propio Borges, «yo le debo tanto a mi madre... Su indulgencia, y luego, ella me ayudó para mi obra literaria». En los comienzos de su carrera, el escritor fue desaconsejado por su madre de escribir un libro sobre Evaristo Carriego, que finalmente fue publicado, y en cambio le recomendó como temáticas a Leopoldo Lugones y Pedro Palacios. También se encargó de concluir el final de uno de los relatos más conocidos de su hijo, La intrusa, perteneciente al libro El informe de Brodie (1970).
En una serie de entrevistas con Osvaldo Ferrari, Borges confesó que uno de los rasgos más admirables de su madre era el hecho de «no haber tenido un solo enemigo, todo el mundo la quería a ella» y destacó su buena predisposición para con la clase alta y los estratos más bajos de la sociedad.
Acevedo significó un pilar fundamental y un estímulo primordial en la carrera y estado anímico de su hijo. No sólo promovió sus obras sino que se encargaba de leerle libros de otros autores luego de su ceguera, lo que continuó promoviendo su formación cultural.[cita requerida] Además de ejercer como traductora francesa e inglesa, Acevedo fue objeto del prólogo de Borges en sus Obras completas de 1972. Muchos biógrafos señalan que el autor forjó una relación simbiótica con su madre que afectó el resto de sus relaciones sociales e influyó en las decisiones que tomó a lo largo de su vida.